# Synagoge (Nonnenweier)

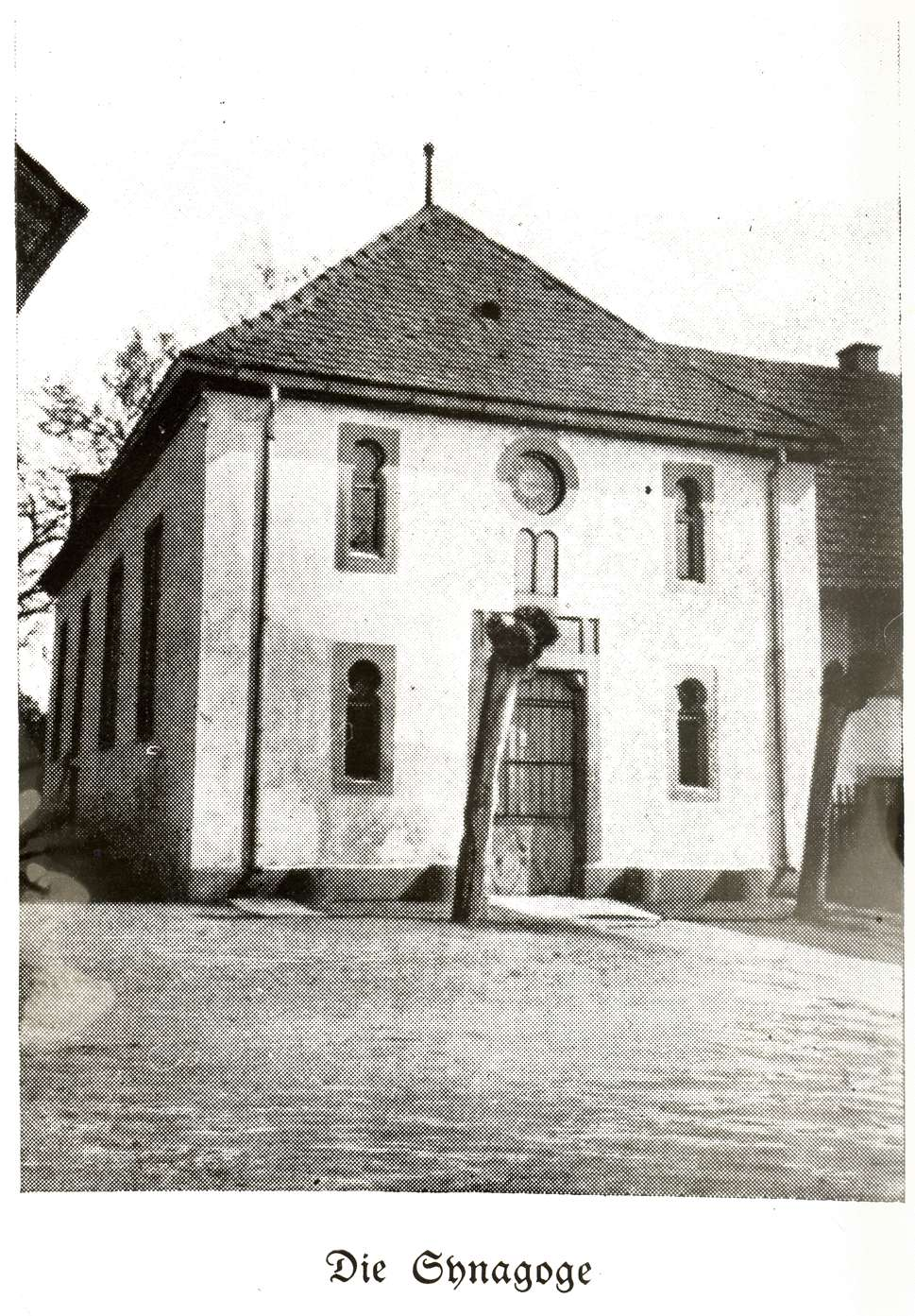
Synagoge Nonnenweier (von ?), Foto beim Landesarchiv Baden-Württemberg

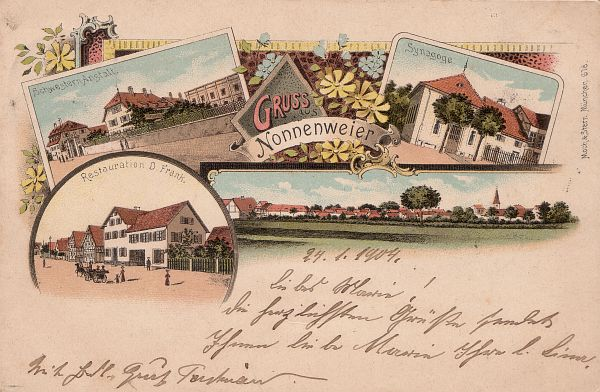
Ansichtskarte von Nonnenweier mit Synagoge (rechts oben)

Die Synagoge in Nonnenweier, einem Ortsteil der Gemeinde Schwanau im Ortenaukreis in Baden-Württemberg, wurde vermutlich im 18. Jahrhundert errichtet. Die Synagoge stand in der Schmidtenstraße 10.

## Geschichte
Von einer Synagoge in Nonnenweier wird 1771 erstmals berichtet. 1806 wurde das Gebäude renoviert. Im Jahr 1865 erfolgte ein Umbau der Synagoge. Es wurden der Almemor abgeschafft und feste Bänke eingerichtet. Außerdem wurden neue Fenster und ein neuer Toraschrein eingebaut.
Beim Novemberpogrom 1938 wurde die Synagoge in Nonnenweier durch Brandstiftung zerstört, der Platz wurde später eingeebnet.

## Gedenken
Gegenüber dem Standort der ehemaligen Synagoge erinnert ein Gedenkstein an das Synagogengebäude.